# Karl Ritter (Regisseur)

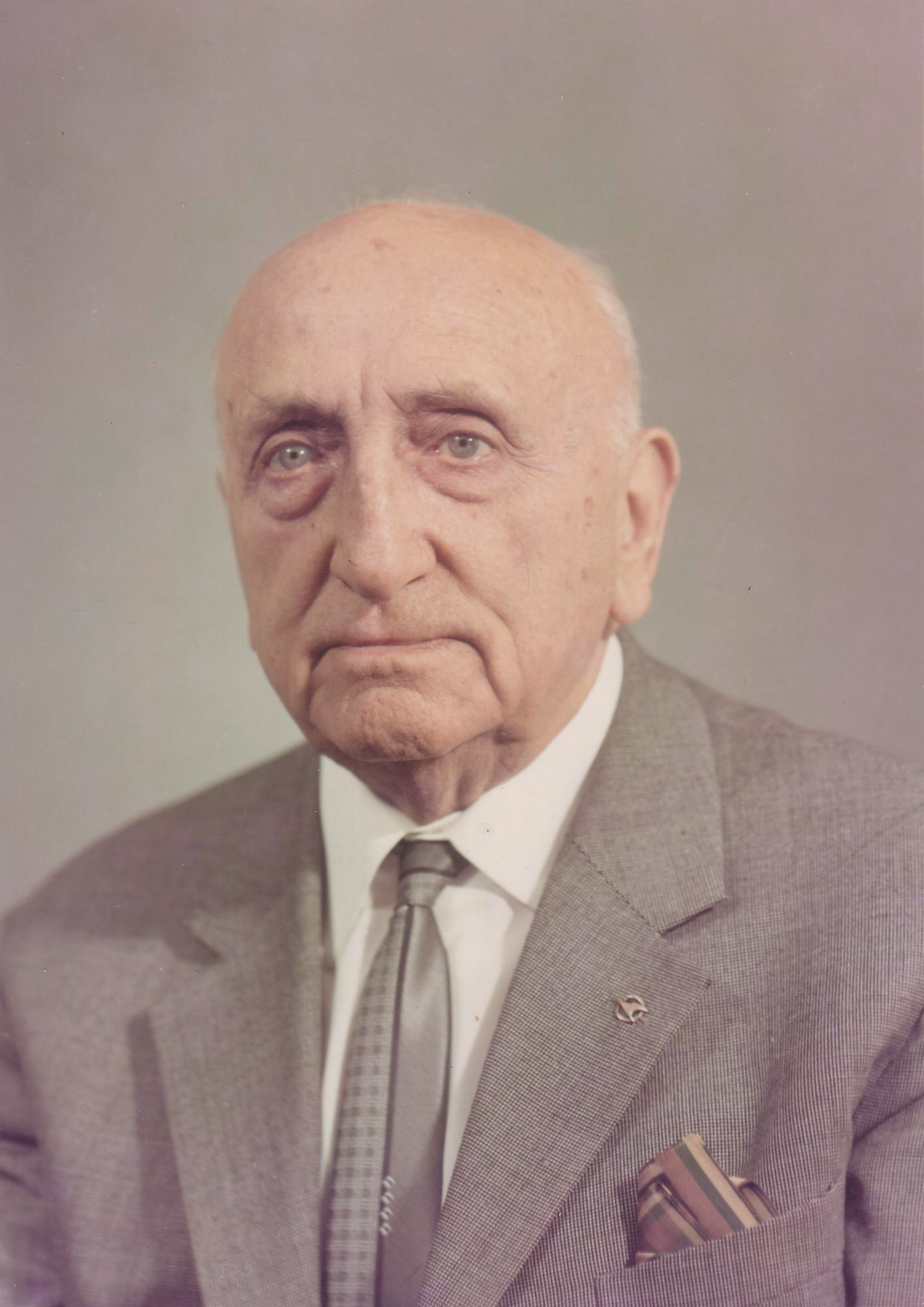
Karl Ritter (1975)

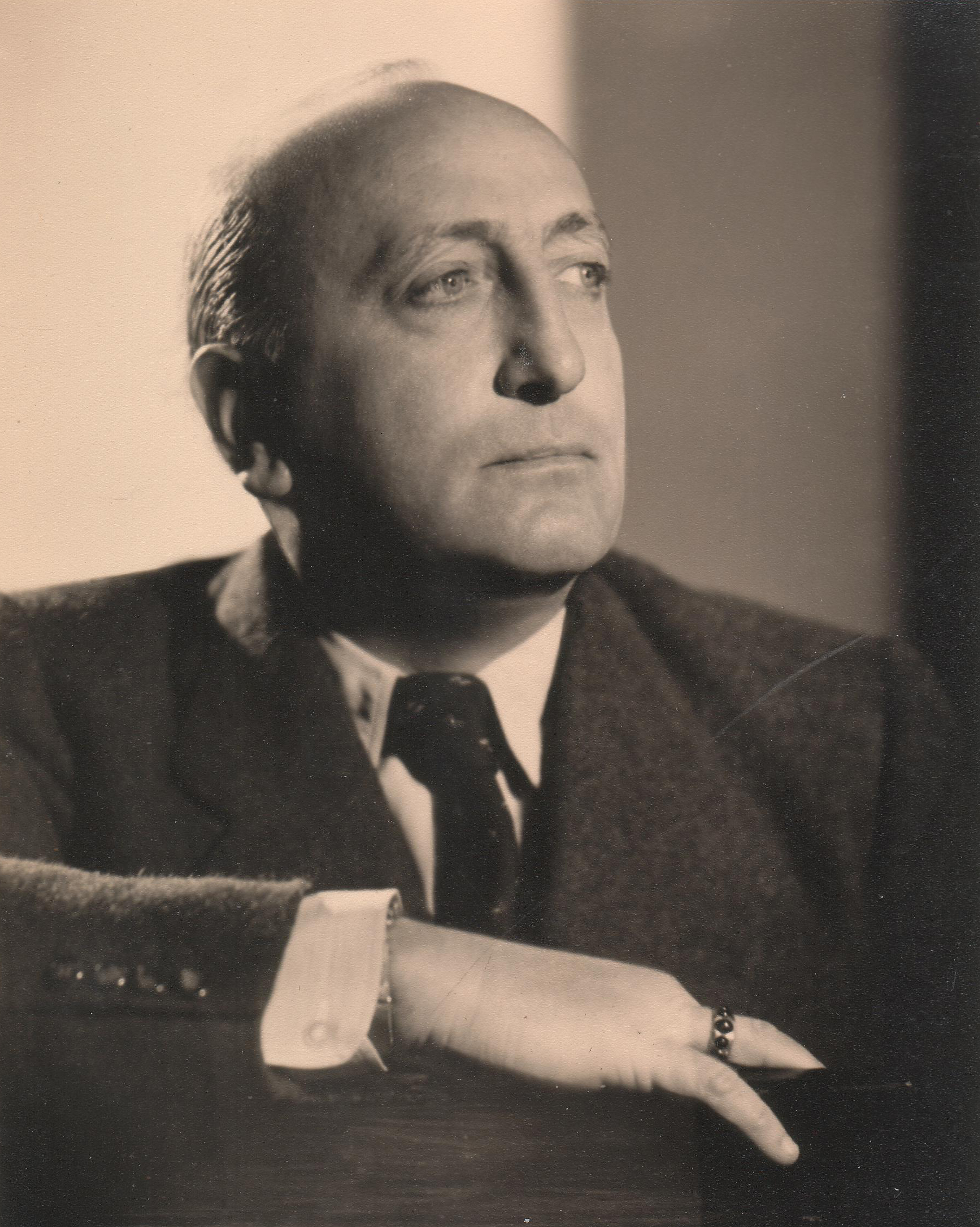
Karl Ritter

Karl Ritter (* 7. November 1888 in Würzburg; † 7. April 1977 in Buenos Aires, Argentinien) war ein deutscher Illustrator, Werbegrafiker, Regisseur, Drehbuchautor und Filmproduzent.

## Leben
Karl Ritters Mutter war Opernsängerin, sein Vater Professor am Konservatorium. Nach dem Abitur wurde Karl Ritter Berufsoffizier in der bayerischen Armee.
Ein Besuch auf der ILA 1909 in Frankfurt am Main brachte ihn 1910 auf den Gedanken, es mit dem Bau eines Flugzeuges zu versuchen. Dazu ermuntert wurde er durch Paul Gans, den Vater von Margot Gans, die später mit Ernst Udet flog. Paul Gans war zu jener Zeit gerade dabei, auf dem Münchner Oberwiesenfeld die bayerische Flugschule einzurichten, und versprach dem jungen Flugzeugenthusiasten, ihm bei den Flugversuchen zu helfen.

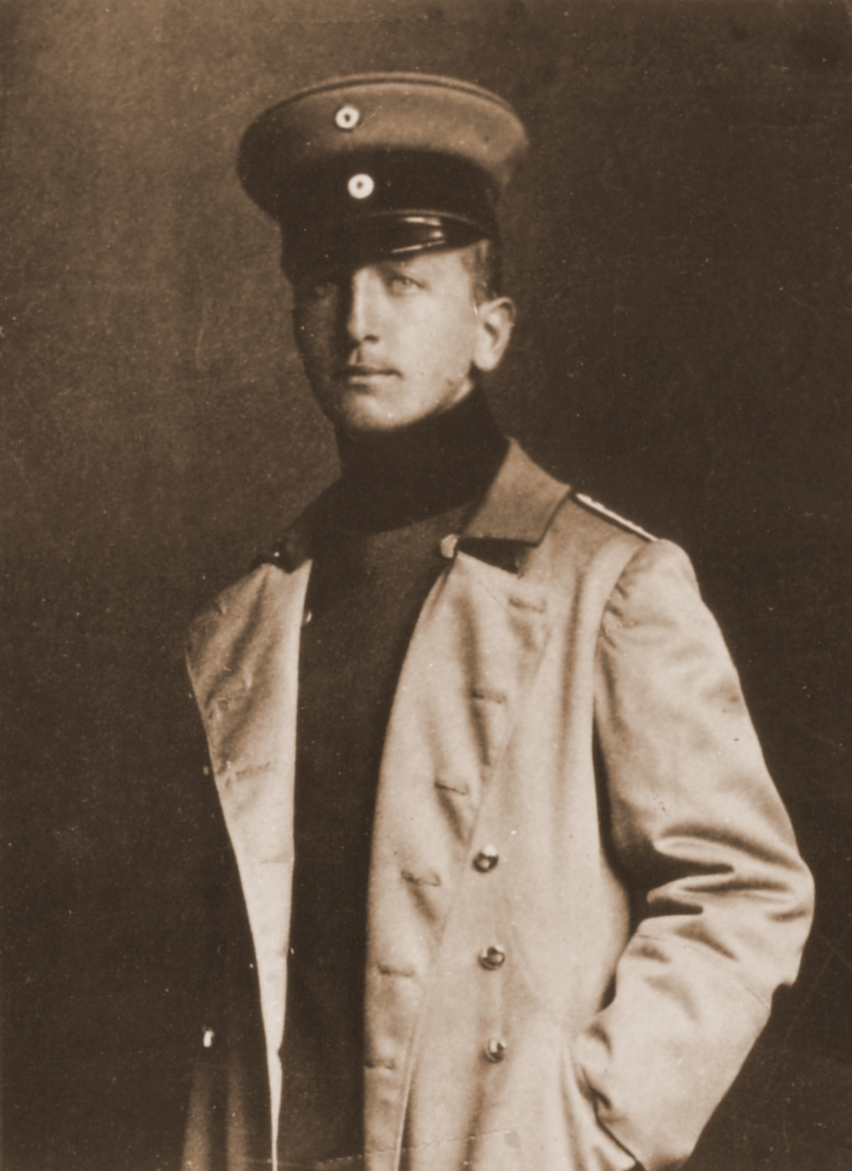
Karl Ritter als junger Offizier (1911)

Ritter begann im Winter 1910 mit Hilfe seines Bataillonskommandeurs das Flugzeug zu konstruieren. Ende Februar 1911 flog Ritter zum ersten Mal seinen neuen Schulter-Eindecker, und am 30. September dieses Jahres legte er vor dem Deutschen-Luftschiffer-Verband seine Flugprüfung erfolgreich ab. Er bekam den deutschen Flugschein Nr. 121.

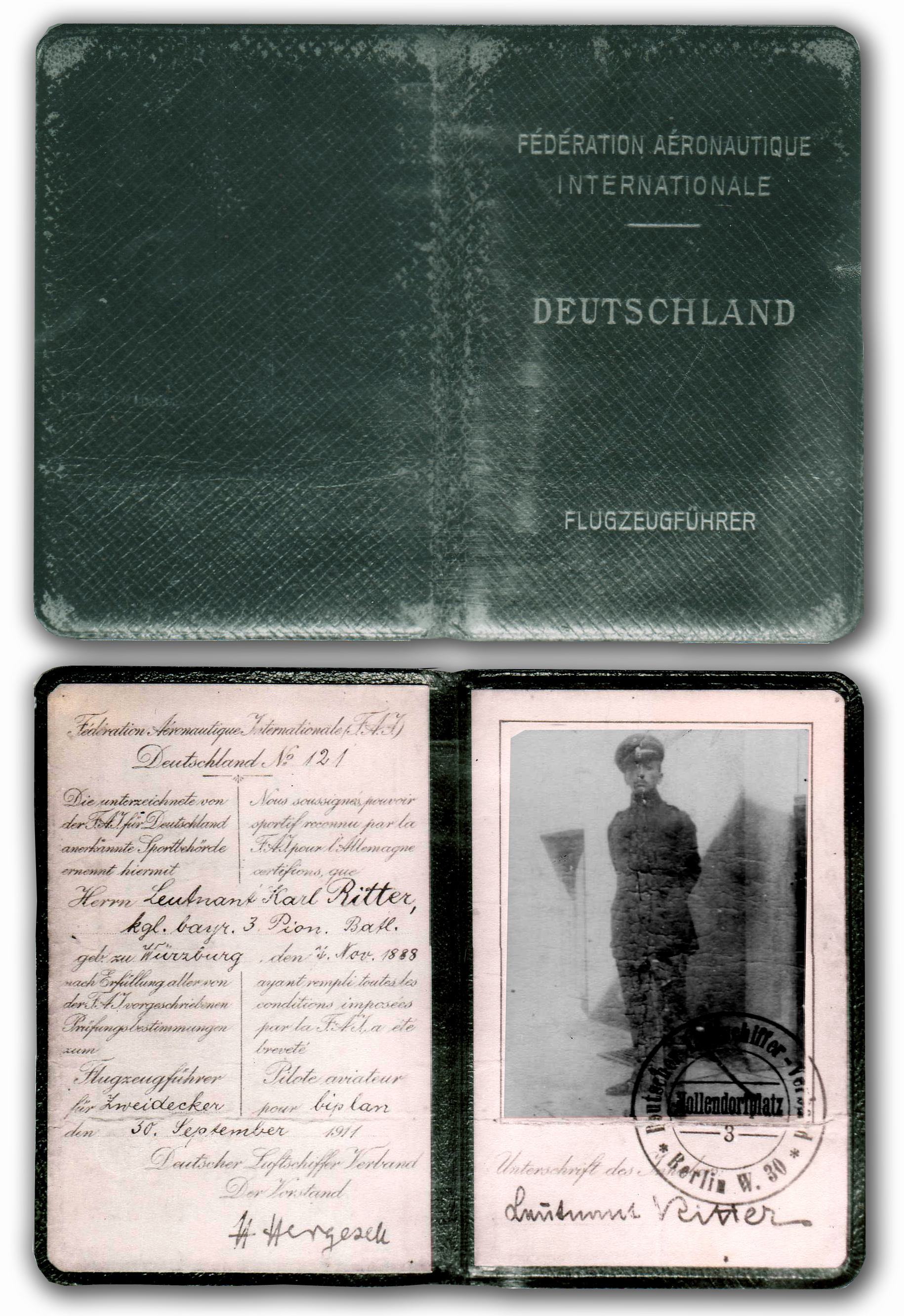
Karl Ritters Flugschein

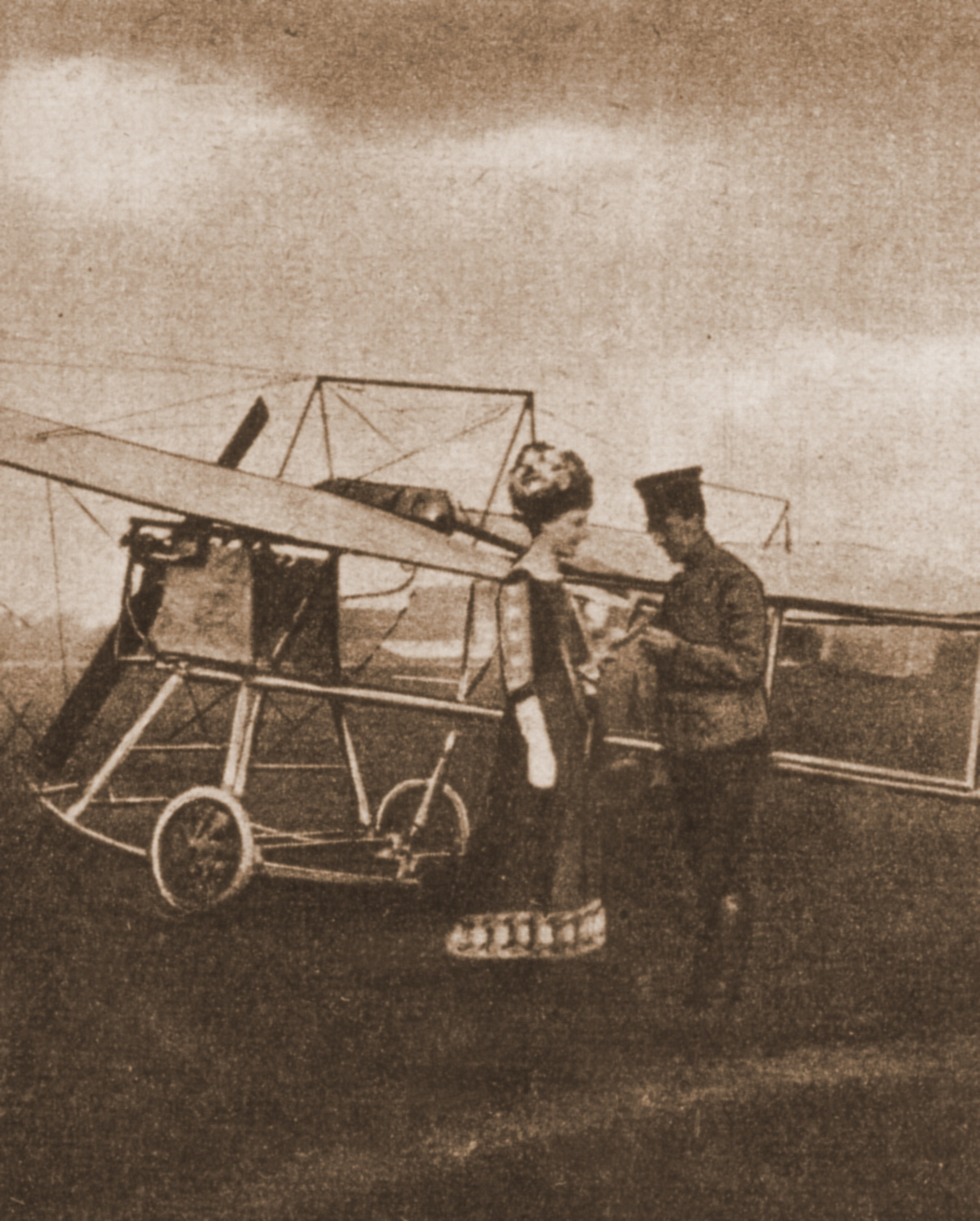
Karl Ritter mit seiner Frau Erika nach seiner bestandenen Flugprüfung am 30. September 1911

Fünf Tage vor seiner Fliegerprüfung heiratete er die ein Jahr ältere Erika, geb. Ritter (keine Verwandtschaft), eine Großnichte Richard Wagners. Kaum zurück, bekam er die Nachricht, dass die bayerische Armee verordnet hatte, dass es verheirateten Offizieren fortan untersagt war, sich der Militärfliegerei zu widmen. Ritter musste somit bei den Pionieren bleiben, einer Waffengattung, bei der er zum Major befördert wurde. Er hat das Fliegen nicht aufgegeben und gehörte bis zu seinem Lebensende der Traditionsgemeinschaft Alter Adler an.
Nach Kriegsende begann er in München ein Architekturstudium und wandte sich dann der Malerei und Grafik zu. Als Illustrator wirkte er 1920 und 1921 an der Zeitschrift Der Orchideengarten mit. Durch die Familie seiner Frau für den Nationalsozialismus begeistert, trat er zum 19. Oktober 1925 der NSDAP bei (Mitgliedsnummer 23.040).
1924 gründete er die "Bayerische Sportflug" GmbH. Zweck der gemeinnützigen Gesellschaft war laut Handelsregistereintrag die "Förderung der deutschen und bayerischen Sportfliegerei. Sie hat die Errichtung von Sport- und Werbeflugunternehmungen und die Beteiligung an solchen sowie Geschäfte jeder Art, die der Finanzierung der Unternehmungen dienen, zum Gegenstand, ferner die Sammlung und Verwaltung von Spenden zur Förderung des Sportflugs".
1925 hatte er seinen ersten Kontakt mit dem Film als Werbegrafiker für die Südfilm AG in Berlin. Ihm wurde die Produktionsleitung verschiedener Filme übertragen und er begann Drehbücher zu schreiben. Auch sein Bruder Rudo Ritter, eigentlich Komponist, schrieb zum Broterwerb Drehbücher. 1932 wurde er Produktionschef der „Reichsliga“, für die er im selben Jahr einen Kurzfilm mit Karl Valentin drehte. 1933 engagierte ihn die Ufa als Produzenten; sein erster Film in dieser Eigenschaft war Hitlerjunge Quex (1933), einer der wenigen Nazi-Filme, die offen für einen Beitritt zur Hitlerjugend warben. Als Regisseur wählte er Hans Steinhoff, der neben ihm und Veit Harlan zu einem der am meisten exponierten Regisseure des Dritten Reichs wurde.
1936 begann Ritter seine Karriere als Regisseur mit der Komödie Weiberregiment. Aufgrund einer Anweisung Goebbels’, Schauspieler und Regisseure in die Direktion der Filmproduktionsfirmen aufzunehmen, um so die Qualität der deutschen Filme zu verbessern, wurde Ritter 1937 gemeinsam mit den Schauspielern Eugen Klöpfer, Paul Hartmann, Mathias Wieman und dem Regisseur Carl Froelich in den Aufsichtsrat der Ufa berufen. 1938 wurde Ritter aus Anlass seines 50. Geburtstages zum Professor an der Filmakademie in Potsdam-Babelsberg berufen. In den nächsten Jahren war er einer der am meisten beschäftigten Regisseure von NS-Propagandafilmen wie Patrioten, Pour le Mérite, GPU und Kadetten. Daneben drehte er Musik-Komödien wie Capriccio (mit Lilian Harvey) und Bal paré. Die letzten Produktionen der nationalsozialistischen Filmwirtschaft, an denen Ritter beteiligt war, waren Wolfgang Liebeneiners Das Leben geht weiter und Gerhard Lamprechts Kamerad Hedwig, die bei Kriegsende unvollendet blieben.
Gegen Ende des Krieges wurde Ritter zur Luftwaffe eingezogen und geriet in sowjetische Kriegsgefangenschaft, aus der er nach Bayern fliehen konnte. Bei der Entnazifizierung wurde er als Mitläufer eingestuft und erhielt deshalb in der französischen Besatzungszone keine Drehlizenz. Im Mai 1949 ging er mit seiner Familie nach Argentinien, wo ihm auf Vermittlung Winifred Wagners durch dort lebende Deutsche der Aufbau einer Filmproduktion ermöglicht werden sollte. Für die Eos-Film in Mendoza drehte er 1950/51 unter Mitwirkung zahlreicher anderer Deutscher, darunter seiner drei Söhne, den Film El Paraíso, der 1953 veröffentlicht wurde, jedoch erfolglos blieb.

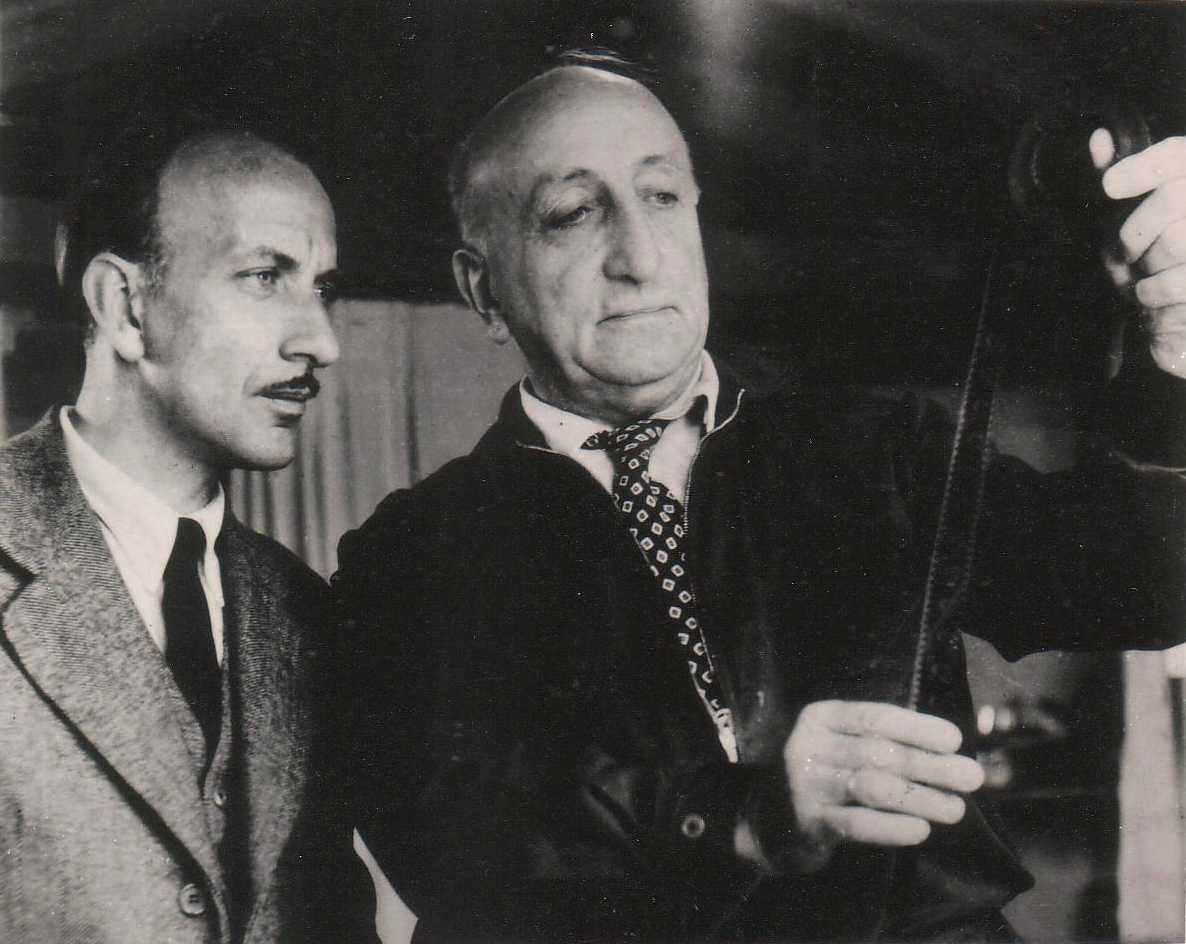
Karl Ritter mit seinem ältesten Sohn Heinz (1954)

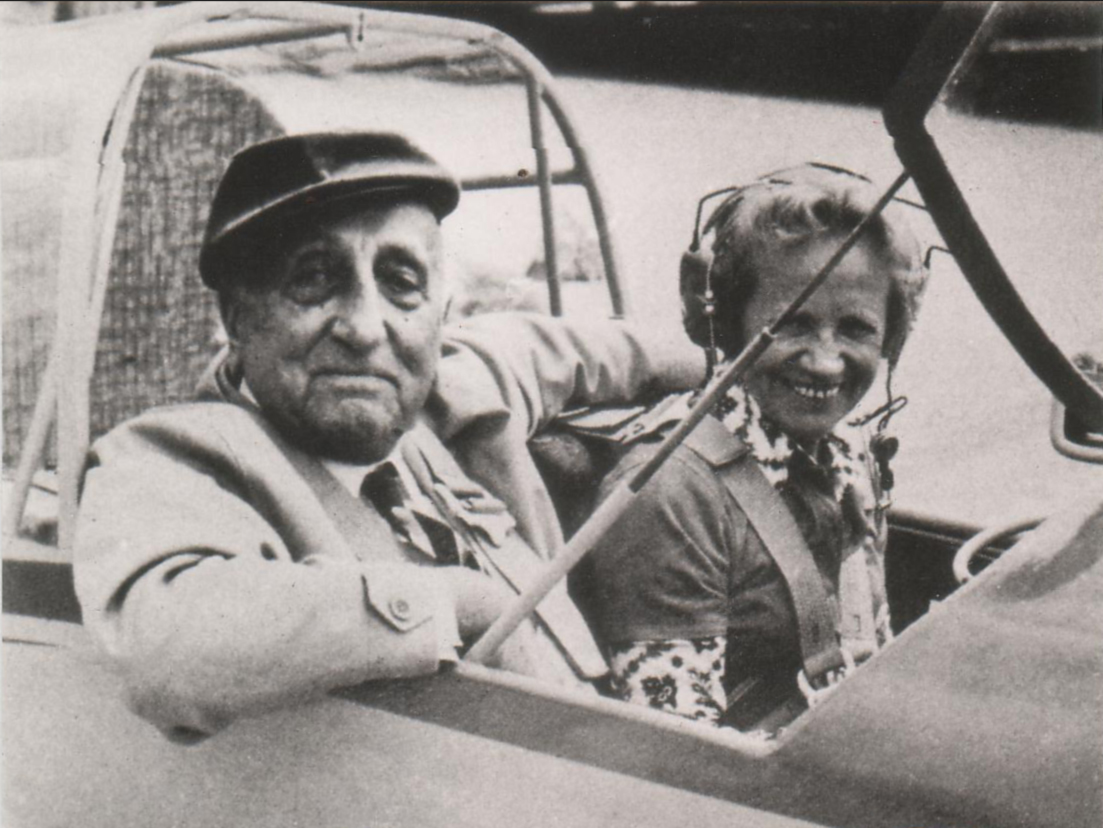
Karl Ritter mit der Fliegerin Hanna Reitsch (1968)

Im Juni 1953 kehrte Ritter in die Bundesrepublik zurück. In Wiesbaden drehte er Staatsanwältin Corda, die Geschichte einer Anwältin, die sich in einen Angeklagten verliebt; die Hauptrolle spielte Paul Klinger. Mit seiner zweiten Produktion Ball der Nationen kehrte er zum Genre der leichten Musikkomödie zurück, wobei es zu der ungewöhnlichen Zusammenarbeit von Zsa Zsa Gabor mit Gustav Fröhlich und Alexander Golling kam. 1955 gründete er die „Karl Ritter Filmproduktion GmbH“ und verkündete seinen Plan, Frank Wedekinds Drama Die Büchse der Pandora zu verfilmen. Das Projekt kam jedoch nicht zustande.
Trotz seines Glaubens an „die Gesundung des deutschen Films“ und seines Bemühens, „Filme zu gestalten, deren Themen Weltgültigkeit haben“, konnte Ritter sich in der bundesdeutschen Filmindustrie nicht durchsetzen. Er kehrte schließlich nach Argentinien zurück, wo er 1977 starb.
Ritter hatte drei Söhne: Heinz (1912–1958), Gottfried und Hans.

## Filmografie
- 1928: Das Spreewaldmädel (Drehbuch)
- 1929: Kehre zurück! Alles vergeben! (Drehbuch)
- 1929: Fräulein Lausbub (Drehbuch)
- 1931: Der Zinker (Produktionsleitung)
- 1932: Muß man sich gleich scheiden lassen? (Produktionsleitung)
- 1932: Im Photoatelier (Regie)
- 1932: Melodie der Liebe (Produktionsleitung)
- 1933: Rivalen der Luft (Herstellungsleitung)
- 1933: Liebe muß verstanden sein (Produktionsleitung und Herstellungsleitung)
- 1933: Hitlerjunge Quex. Ein Film vom Opfergeist der deutschen Jugend (Herstellungsleitung)
- 1934: Lockvogel (Herstellungsleitung)
- 1934: Liebe, Tod und Teufel (Produktionsleitung und Herstellungsleitung)
- 1934: Freut Euch des Lebens (Herstellungsleitung)
- 1934: Die Insel
- 1935: Die törichte Jungfrau (Herstellungsleitung)
- 1935: Die Insel (Herstellungsleitung)
- 1935: Königswalzer (Herstellungsleitung)
- 1935: Ehestreik (Herstellungsleitung)
- 1936: Die letzten Vier von Santa Cruz (Herstellungsleitung)
- 1936: Weiberregiment (Regie und Herstellungsleitung)
- 1936: Verräter (Regie, Produktionsleitung und Herstellungsleitung)
- 1937: Urlaub auf Ehrenwort (Regie, Produktionsleitung und Herstellungsleitung)
- 1937: Unternehmen Michael (Regie, Drehbuch und Herstellungsleitung)
- 1937: Patrioten (Idee, Regie, Drehbuch-Mitarbeit, Produktionsleitung und Herstellungsleitung)
- 1938: Pour le Mérite (Regie, Drehbuch und Herstellungsleitung)
- 1938: Capriccio (Regie und Herstellungsleitung)
- 1939: Die Hochzeitsreise (Regie, Drehbuch und Herstellungsleitung)
- 1939: Im Kampf gegen den Weltfeind (Regie und Herstellungsleitung)
- 1939: Legion Condor (Regie, Drehbuch und Herstellungsleitung)
- 1939/41: Kadetten (Regie, Drehbuch und Herstellungsleitung)
- 1940: Bal paré (Regie, Drehbuch und Herstellungsleitung)
- 1941: Stukas (Regie, Drehbuch und Herstellungsleitung)
- 1941: …Über alles in der Welt (Regie, Drehbuch, Produktionsleitung und Herstellungsleitung)
- 1942: GPU (Regie, Drehbuch und Herstellungsleitung)
- 1943: Besatzung Dora (Regie, Drehbuch und Herstellungsleitung)
- 1943: Liebesbriefe (Herstellungsleitung)
- 1944: Sommernächte (Regie und Herstellungsleitung)
- 1945: Kamerad Hedwig (Herstellungsleitung)
- 1945: Erzieherin gesucht (Herstellungsleitung)
- 1945: Das Leben geht weiter (Drehbuch und Herstellungsleitung)
- 1950: Wer fuhr den grauen Ford? (Produktionsleitung)
- 1953: El Paraíso (Produktion und Regie)
- 1953: Staatsanwältin Corda (Regie und Drehbuch)
- 1954: Ball der Nationen (Regie und Drehbuch)